# George Hastings (Politiker)

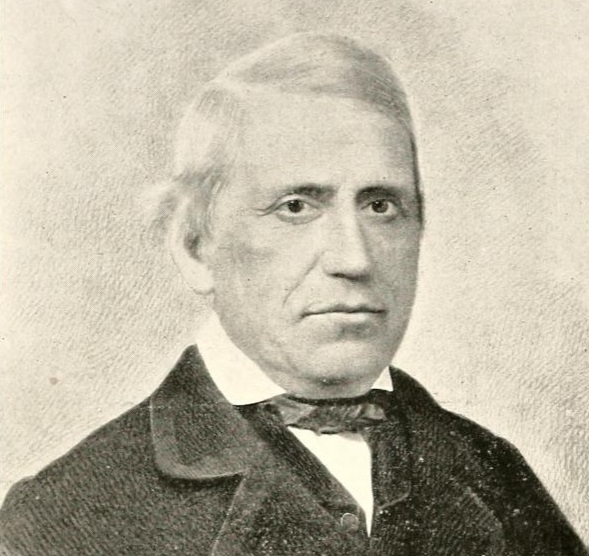
George Hastings

George Hastings (* 13. März 1807 in Clinton, New York; † 29. August 1866 in Mount Morris, New York) war ein US-amerikanischer Politiker. Zwischen 1853 und 1855 vertrat er den Bundesstaat New York im US-Repräsentantenhaus.

## Werdegang
George Hastings wurde ungefähr fünf Jahre vor dem Ausbruch des Britisch-Amerikanischen Krieges im Oneida County geboren. Er besuchte öffentliche Schulen. 1826 graduierte er am Hamilton College in Clinton. Er studierte Jura. Nach dem Erhalt seiner Zulassung als Anwalt 1830 begann er in Mount Morris im Livingston County zu praktizieren. Zwischen 1839 und 1848 war er Bezirksstaatsanwalt. Politisch gehörte er der Demokratischen Partei an.
Bei den Kongresswahlen des Jahres 1852 für den 33. Kongress wurde Hastings im 28. Wahlbezirk von New York in das US-Repräsentantenhaus in Washington, D.C. gewählt, wo er am 4. März 1853 die Nachfolge von Abraham M. Schermerhorn antrat. Er schied dann nach dem 3. März 1855 aus dem Kongress aus.
Im November 1855 wählte man ihn zum Richter am Kreisgericht von Livingston County – ein Posten, den er bis zu seinem Tod innehatte. Er verstarb ungefähr ein Jahr nach dem Ende des Bürgerkrieges in Mount Morris. Sein Leichnam wurde dann auf dem Stadtfriedhof beigesetzt.